# Capoulet-et-Junac

Capoulet-et-Junac este o comună în departamentul Ariège din sudul Franței. În 1 ianuarie 2022 avea o populație de 191 de locuitori.